# Francisco Alejandro Lersundi y Ormaechea
Francisco Alejandro Lersundi y Ormaechea (València, País Valencià, 28 de gener de 1817 - Baiona, França, 17 de novembre de 1874) fou un militar i polític espanyol.

## Biografia
Era fill d'un general que es distingí en les guerres contra la República francesa i a la Guerra del Francès, i es trobava en el seminari de Bergara en esclatar la primera guerra carlina. Fou nomenat sotstinent d'infanteria amb destí a un batalló lleuger de caçadors que organitzà la Diputació Foral de Guipúscoa. El 1835, quan només comptava divuit anys, prengué part i es distingí en diversos fets d'armes, continuant en el nord fins després de la ratificació del conveni de Bergara. Durant aquella campanya, fou ferit greument en conquistar les posicions de Gorvera i Chiritogui, sent ferit dues vegades més en la presa dels forts d'Oriamendi i en el combat d'Andoain. Pels mèrits contrets durant aquells anys ascendí successivament fins al grau de comandant del regiment d'infanteria de la Princesa, assolint el grau de tinent coronel en finalitzar la guerra carlina.
En 1841 fou condemnat a mort per la seva oposició a Baldomero Espartero i fugí a França, retornant en 1843 amb la caiguda en desgràcia d'Espartero. A les ordres del general Manuel Gutiérrez de la Concha y de Irigoyen prengué part en el control del pronunciament a Saragossa l'octubre de 1843, sent ascendit per aquest fet amb el grau de coronel, i a brigadier el 1846 per haver près a viva força la ciutat de Santiago, derrotant completament als sublevats durant la Revolució de 1846. La nit del 26 de març de 1848 prestà a Madrid grans serveis a la causa del tron sufocant un aixecament republicà, sent ascendit per aquest motiu a mariscal de camp, i la matinada del 7 de maig del mateix any fou el primer que al front de les tropes lleials penetrà en la Plaça Major, on es trobaven disposat el revoltat regiment d'Espanya.
Aquest mateix any i el següent batallà a Catalunya a la Segona guerra carlina contra el General Ramon Cabrera i Grinyó i els centralistes republicans de Victorià Ametller i Vilademunt.
Fou nomenat ministre de la Guerra el 6 de gener de 1851 i tinent general el 9 de febrer del mateix any. El 14 d'abril de 1853, al dimitir el govern de Bravo Murillo, a causa d'una violenta discussió política suscitada per la interpel·lació d'O'Donnell en el Senat sobre el desterrament del general Narváez, se li donà l'encàrrec de formar ministeri, jurant el dia 15 com a president i ministre de la Guerra, i encarregant-se-li interinament de la cartera d'Estat. El nou gabinet volgué acontentar tot el món i només aconseguí desacreditar-se i passar sense pena ni glòria. Volgué atreure's a la coalició anomenada dels polonesos, i nomenà ministre de Foment Esteban Collantes, i aquest acte de debilitat provocà la seva caiguda, deixant el lloc a mitjan setembre al format pel comte de San Luis.
El 1866, tement O'Donnell ser substituït en la presidència del govern per Lersundi, el nomenà governador i capità general de l'illa de Cuba. Ben acollit pel partit espanyolista, es dedicà des del primer moment a perseguir els reformistes, tancant tots els cercles i donant lloc amb aquest fet a l'enduriment del separatisme revolucionari. Encara que assolí reprimir els bandolers que infectaven l'illa, fent una lleva de tota la gent de mal viure i la deportà a Fernando Poo, fou rellevat del comandament als cinc mesos, ja que els seus enemics, que treballaven contra les seves mesures antireformistes a Madrid, trobaren suport prop del nou ministre d'Ultramar, Alejandro de Castro. A finals de 1867, Lersundi desembarcava per segona vegada a l'Havana, dedicant-se aquesta nova etapa a les qüestions de la hisenda i ordre públic.
Les comissions militars que establí per entendre en els delictes de furt, assassinat i incendi, es feren odioses pels molts abusos que van cometre, i descontent creixé amb motiu de l'impost sobre la renda i sobre la forma de percebre'l. Un altre motiu de disgust fou el préstec que es volgué concertar primer, amb els Estats Units, i després amb una casa anglesa, donant com a garantia les finques i rendes de la nació a Cuba, el que equivalia, realment a l'alienació de l'illa.
Després tingué una polèmica amb el bisbe de l'Havana perquè aquest havia prohibit que es toquessin les campanes, com era costum, a l'arribada del capità general als pobles que visitava, polèmica que acabà amb una orde del govern, que no deixava gaire ben parada l'autoritat de Lersundi. I per acabar, la feina separatista portada a fi d'una forma descarada el sorprengueren per complet, pocs dies abans de la revolta telegrafiava al govern que la tranquil·litat més completa regnava a Cuba.
En iniciar-se la guerra civil el 23 de setembre de 1868 només comptava amb uns 9.000 soldats, hagué d'organitzar cossos de voluntaris, despertant el patriotisme dels espanyols. Renovà la dimissió que li fou admesa, i el 4 de gener de 1869 entregà al comandament al general Dulce.
En retornar a la Península, no va voler reconèixer els principis de la Revolució, així que es retirà de la política activa, fins que el 1872, quan es trobava a Vitòria, reuní diversos elements influents de la comarca, iniciant una conspiració amb l'objecte de restar elements als carlins i treballar per la proclamació del príncep Alfons, fill d'Isabel II, esforços que no degueren restar infructuosos, ja que arribaren a preocupar Carles i la seva cort.
Aquesta fou la seva última actuació política, vivint retirat fins a la seva mort a França el 17 de novembre de 1874.